# La Crescenta-Montrose
La Crescenta-Montrose è un census-designated place (CDP) degli Stati Uniti d'America, situato in California, nella contea di Los Angeles.